# Baria (stato)
Lo Stato di Baria (detto anche stato di Bariya) fu uno stato principesco del subcontinente indiano, avente per capitale Devgadh Baria.

## Storia
Lo stato venne fondato nel 1524. I suoi governanti appartenevano dal clan Chauhan della dinastia dei Rajput. Lo stato aveva al suo interno sette divisioni: Randhikpur, Dudhia, Umaria, Haveli, Kakadkhila, Sagtala e Rajgad.
L'ultimo regnante di Baria siglò l'accesso all'Unione Indiana il 10 giugno 1948.

## Governanti
I governanti di Baria avevano il titolo di raja che venne poi mutato in Maharawal dal 1864 sino al 1948. Ottennero un saluto a salve di 9 colpi di cannoni nelle occasioni ufficiali.

### Raja
- .... – .... Rayasimhji Udaisimhji
- .... – .... Vijaysimhji Rayasimhji
- .... – c.1720 Mansimhji I Vijaysimhji (m. c.1720)
- 17.. – 17.. Prithvirajji I Mansimhji (m. d.1732)
- .... – .... Rayadharji Prithviraji
- .... – .... Gangdasji I Rayadharji
- .... – .... Gambhirsimhji Gangdasji
- .... – .... Dhiratsimhji Gambhirsimhji
- 1803?                      Jashwantsimhji Sahibsimhji
- 18.. – Aug 1819 Gangdasji II Jashwantsimhji (m. 1819)
- 1819 Prithvirajji II Gangdasji (m. 1864) (1ª volta)
- 1819 Rupji (usurpatore)
- 1819 – 1820 Bhimsimhji Gangdasji
- 1820 – 1864 Prithvirajji II Gangdasji (s.a.) (2ª volta)

### Maharawal
- 5 marzo 1864 – 25 febbraio 1908 Mansimhji II Prithirajji (n. 1855 – m. 1908)
- 25 febbraio 1908 – 15 agosto 1947 Ranjitsimhji Mansimhji (n. 1886 – m. 1949) (dal 1º gennaio 1922, Sir Ranjitsimhji Mansimhji)